# Erwin Baß
Erwin Baß, auch Erwin Bass, (* 18. Juli 1895 in Bönnigheim; † 19. Juli 1976 in Hannover) war ein deutscher Mediziner und Hochschullehrer.

## Leben
Er war der Sohn des Gewerbeschuldirektors Jakob Baß und dessen Ehefrau Maria geborene Streich und wuchs in Württemberg auf. Von 1903 bis 1913 besuchte er das Gymnasium in Stuttgart und studierte anschließend bis 1914 an der Universität München. Vom Ersten Weltkrieg unterbrochen setzte er 1917 sein Studium an der Universität Straßburg fort und wechselte 1919 an die Universität Tübingen. 1921 wurde Erwin Bass Assistent am Physiologischen Institut der Universität Tübingen, 1928 wechselte er als Assistent an die Medizinische Klinik nach Greifswald. 1927 habilitierte er über innere Medizin an der Universität Greifswald. 1928 wurde er Assistent und später Oberarzt der Medizinischen  Klinik und Poliklinik in Göttingen. Am 31. August 1933 wurde er zum außerordentlichen Professor an die Medizinische Fakultät der Universität Göttingen berufen. Am Ende des darauffolgenden Jahres, am 1. Dezember 1934, wurde Erwin Baß Chefarzt der medizinischen Abteilung des Henriettenstifts in Hannover. In dieser Funktion blieb er bis in die 1950er Jahre im Amt. Auf die Lehrbefugnis in Göttingen verzichtete Erwin Baß 1938, nachdem ihm an der Universität Hannover ein Lehrauftrag über die „Grenzgebiete der inneren Human- und Veterinärmedizin“ verliehen wurde.

## Familie
Aus seiner Ehe gingen drei Töchter hervor.

## Werke (Auswahl)
- Beiträge zur Schallanalyse der Atemgeräusche, in: Rivista di biologia. Vol. 12, Fasc. 3-6, Berlin, 1930.

## Ehrungen
1929 erhielt Erwin Baß den Internationalen Aurelio-Bianchi-Preis der Universität Perugia.